# Heriberto Morales
Heriberto Ramón Morales Cortés (Morelia, 10 marzo 1975) è un ex calciatore messicano, di ruolo difensore.